# Matthieu Lahaye
Matthieu Lahaye (ur. 22 listopada 1984 w Rennes) – francuski kierowca wyścigowy.

## Kariera
Lahaye rozpoczął karierę w międzynarodowych wyścigach samochodowych w 2002 roku od startów w Formule France oraz Francuskiej Formule Renault. W Formule France uzbierane 76 punktów pozwoliło mu zdobyć tytuł wicemistrza serii. W późniejszych latach Francuz pojawiał się także w stawce World Series Light, Mégane Trophy Eurocup, 24-godzinnego wyścigu Le Mans, Le Mans Series, Asian Le Mans Series, American Le Mans Series, Intercontinental Le Mans Cup, European Le Mans Series, FIA World Endurance Championship oraz V de V Michelin Endurance Series.

## Wyniki w 24h Le Mans
| Rok  | Zespół                       | Partnerzy                     | Samochód           | Klasa | Okr. | Poz. | Klasa Pos. |
| ---- | ---------------------------- | ----------------------------- | ------------------ | ----- | ---- | ---- | ---------- |
| 2008 | Saulnier Racing              | Pierre Ragues Cheng Congfu    | Pescarolo 01-Judd  | LMP2  | 333  | 18   | 3          |
| 2009 | OAK Racing Team Mazda France | Guillaume Moreau Karim Ajlani | Pescarolo 01-Mazda | LMP2  | 208  | NU   | NU         |
| 2010 | OAK Racing                   | Guillaume Moreau Jan Charouz  | Pescarolo 01-Judd  | LMP2  | 361  | 7    | 2          |
| 2012 | OAK Racing                   | Jacques Nicolet Olivier Pla   | Morgan LMP2-Judd   | LMP2  | 139  | NU   | NU         |